# Marie Equi
Marie Diana Equi (New Bedford (Massachusetts), 7 d'abril de 1872 – Portland, 13 de juliol de 1952) va ser una metgessa americana pionera a l'Oest dels Estats Units que es va dedicar a l'atenció de pacients pobres i de classe treballadora. Els proporcionava regularment informació sobre el control de natalitat i l'avortament en un moment que tant una cosa com l'altra eren il·legals. Va esdevenir activista política per la defensa de reformes cíviques i econòmiques com el dret de vot de les dones i la jornada laboral de vuit hores. Va organitzar un contingent de metges i infermeres de Portland en resposta al terratrèmol de San Francisco de 1906. En reconeixement dels seus esforços, va rebre un premi del president Theodore Roosevelt.

## Biografia
Equi va néixer el 7 d'abril de 1872, va ser la cinquena filla d'una gran família de classe treballadora a Nou Bedford, l'antiga capital balenera del món que es va convertir en una gran potència tèxtil quan Equi era petita. La mare Sarah Mullins va venir d'Irlanda, fugint de l'estancament econòmic i la repressió; oposant-se fermament a la dominació militar i econòmica d'Irlanda. El pare, John Equi, era un picapedrer i activista dels Knights of Labor, una de les organitzacions laborals més grans i importants d'Amèrica cap el 1880. Havia vingut d'Itàlia on havia lluitat amb Garibaldi per oposar-se al govern papal. Junts, la van criar per "abominar l'absolutisme, la monarquia i l'opressió".
Equi, va ingressar als molins quan tenia 8 anys en 1880. Als 13 anys va tenir tuberculosi, de la que es va recuperar, a diferència de la majoria dels que la van patir, perquè va tenir l'oportunitat d'anar a Florida durant un any. Equi va deixar els Estats Units per a viure amb el seu avi a Itàlia el 1886 - l'any de la primera vaga nacional per a la jornada de vuit hores, el primer de maig i la massacre d'Haymarket - i va romandre allí durant tres anys.
Va assistir a la New Bedford High School durant un any abans d'abandonar els estudis per treballar en un molí tèxtil per poder-se mantenir.

### Una dona lesbiana

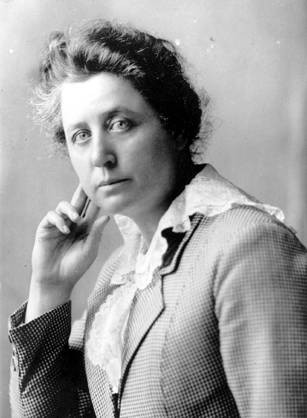

A finals del segle xix, poc es coneixia o es discutia públicament entre dones sobre relacions entre persones del mateix sexe. En canvi, en alguns àmbits de la societat dels Estats Units, la gent reconeixia "amistats romàntiques" entre dones. Les dones riques i professionals del moment van emprendre el que es deien "matrimonis de Boston". Aquests vincles comportaven diversos graus d'intimitat emocional i afectuosa entre dues dones i, sovint, també l'activitat sexual.
Marie Equi va remarcar una vegada que, de jove, havia rebutjat l'interès que va mostrar un noi cap a ella i expressava poc interès pel matrimoni heterosexual. El 1892 Equi va escapar d'un fosc futur als molins i es va ajuntar amb la seva xicota de l'escola secundària, Bessie Holcomb, en una granja d'Oregon a la vora del riu Columbia. La llarga relació d'Equi amb Bessie Holcomb, des de 1892 fins a 1901, va ser diferent dels matrimonis de Boston adoptats per dones de classe alta degut a la seva procedència de classe treballadora. Equi va viure gran part de la seva vida adulta amb altres dones, però mai va ser sectària. Va tractar pacients masculins en la seva pràctica mèdica, i va treballar de prop amb homes en moltes de les seves activitats polítiques.
El 1906 va emprendre la relació lesbiana més llarga de la seva vida quan va conèixer a una dona més jove, Harriet Speckart, la neboda del fundador de l'Olympia Brewing Company, Leopold Schmidt. La família de Speckart es va oposar vehementment a la relació de les dues dones, i Speckart va lluitar als tribunals amb la seva mare i el seu germà durant anys per rebre la seva legítima herència. Després de deu anys de compartir una vida, Equi i Speckart van adoptar una nena.
Equi també es va embolicar amb altres dones professionals destacades. Quan la advocada del control de la natalitat Margaret Sanger va donar conferències a Portland el 1916, Equi es relacionar amb ella. Més tard va escriure cartes a Sanger que es referien a la intimitat sexual entre elles durant la primera visita de Sanger.

## Estudis de medicina
Equi i Holcomb van viure una vida tranquil·la com a parella en una petita casa als afores de la petita ciutat de The Dalles (Oregon). El 21 de juliol de 1893 un periòdic local, The Dalles Times-Mountaineer, va informar del sensacional fet d'aquell dia que va atraure a multitud de comerciants i compradors al centre de la ciutat, quan Equi va defensar a la seva companya plantat-se davant del despatx del Reverend Orson D. Taylor, un administrador de terrenys i també el superintendent de la Wasco Independent Academy, que s'havia negat a pagar a Holcomb el seu salari prèviament acordat per a les tasques de docència en aquesta institució. L'esdeveniment es va convertir en la primera exposició pública de la manera audaç com Equi defensava la justícia.

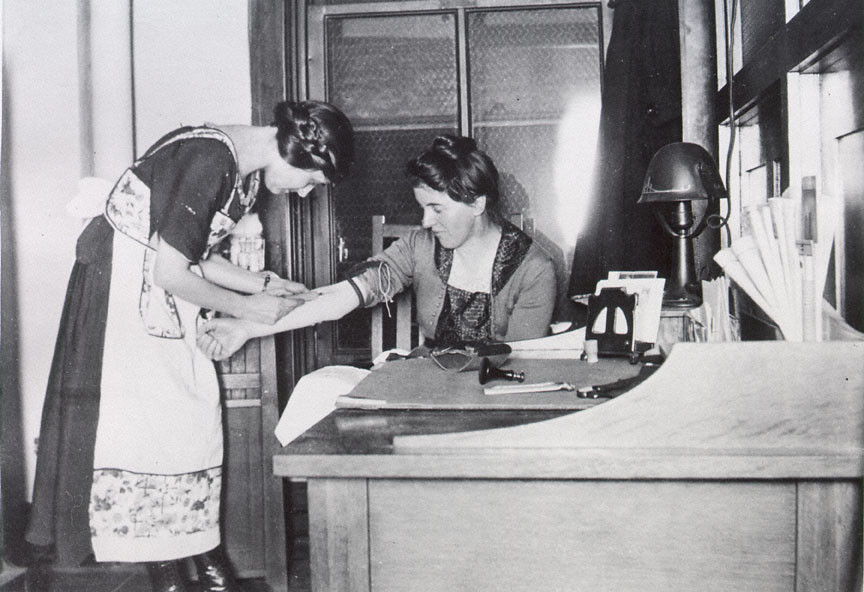
Assistent ajudant a un pacient a consultori de Portland de la Dra. Marie Equi.

Mentre Bess es dedicava a la docència Marie es preparava per ingressar a la Facultat de Medicina, però en aquell moment la Universitat de Oregon no es permetia l'accés a les dones. El 1897 la parella es va traslladar a San Francisco, Califòrnia, on Equi va començar a estudiar medicina i el 1900 va ingressar a la Facultat de Medicina de Metges i Cirurgians. Més endavant es va traslladar a Portland, Oregon - sense Bessie Holcomb - i el 1903 va completar els seus estudis al Departament de Medicina de la Universitat d'Oregon, en aquell moment la política respecte a l'admissió de les dones ja havia canviat.
Després del terratrèmol de San Francisco de 1906, va organitzar un grup de metges i infermeres per proporcionar atenció mèdica a les persones afectades pel desastre, guanyant un reconeixement com a "doctor" de la U.S. Army, la primera vegada que es concedia un honor semblant a una dona, a més, en reconeixement dels seus esforços, va rebre un premi del president Theodore Roosevelt.
A Portland ja havia conegut a Harriet Speckart, una dona més jove, amb qui va començar una relació lèsbica de llarga durada. Speckart, neboda del fundador de Olympia Brewing Company, Leopold Schmidt, va rebutjar les súpliques de la seva família per abandonar la seva relació amb Equi i va lluitar per reclamar la seva herència.

## Activisme

### Social
Marie Equi va ser una de les primeres 60 dones metgesses a Oregon. El 1905 va establir una consulta de medicina general a Portland posant èmfasi, sobre tot, en la salut de les dones i els nens. La seva feina com a metgessa es va fer molt coneguda a partir de la seva participació com a voluntària amb un grup de doctors i infermeres per proporcionar cura mèdica a persones ferides durant el 1906 terratrèmol de San Francisco. Aquell desastre va ser la calamitat natural més gran i amb més morts des de feia gairebé cent anys.
En algun moment entre 1905 i 1915, Equi va començar a practicar avortaments. Ho feia sense tenir en compte la classe social o l'estatus, sovint cobrava a les dones més riques, de manera que així podia ajudar a cobrir les despeses de les pacients pobres. Tot i que les autoritats de la ciutat i de l'estat sovint intentaven frenar la pràctica de l'avortament amb els processos judicials, Equi mai va patir conseqüències legals pels seus serveis. A diferència de diversos dels seus col·legues, va mantenir la seva activitat mèdica general i no es va centrar només en els avortaments.
Equi era membre activa de la Lliga de control de la natalitat de Portland i va ajudar a difondre informació sobre el control de la natalitat quan aquesta activitat era il·legal. Quan Margaret Sanger va visitar Portland el 1916, les autoritats la van arrestar, Equi, i altres dones i homes que van distribuir el fullet de Sanger's Family Limitation. El jutge les va declarar culpables, va ordenar multes per als homes (i després els va suspendre), i no hi va haver taxes per a les dones. Equi va continuar el seu treball de control de la natalitat.
Durant l'era progressiva, un període d'activisme social generalitzat i reforma política als Estats Units, des dels anys 1890 fins a la dècada de 1920, Oregon va adoptar reformes cíviques i polítiques que es van convertir en un model per a la nació, incloent el procés d'iniciativa i referèndum, registre de funcionaris electes i elecció directa dels senadors dels Estats Units. Equi va treballar en diverses campanyes per aconseguir el dret de vot de les dones a Oregon, i va celebrar la victòria el 1912 quan les dones van obtenir sufragi a l'estat.

### Política radical

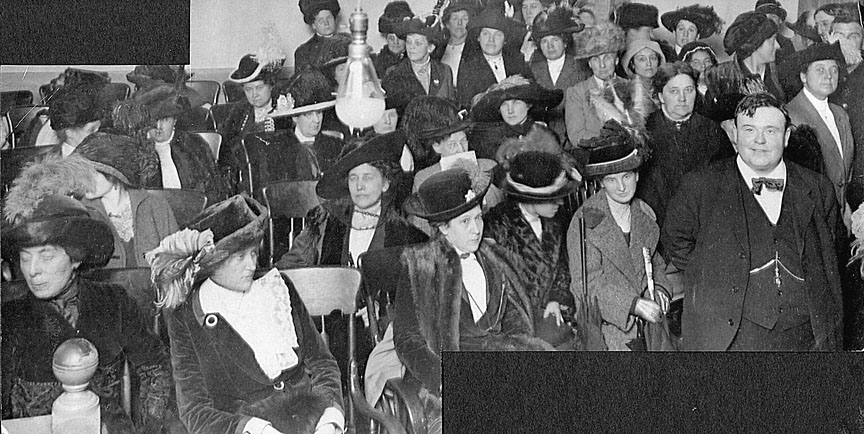
Multitud de dones a Portland el 1912 -entre elles Marie Equi- fent cua per registrar-se per votar

El 1912, les dones d'Oregon van aconseguir el dret a votar i per primera vegada també podrien servir com a membres d'un jurat. Això va marcar el començament de la participació total de les dones d'Oregon en el sistema legal. No només les dones eren capaces de posseir béns, demandar i ser demandades, votar a les eleccions escolars, tots els drets que havien guanyat anteriorment, també podien votar a les eleccions primàries i generals i ajudar a decidir casos com membres d'un jurat.
El 1913, Equi va visitar el lloc d'una vaga de treballadors de conserves a l'est de Portland a l'Oregon Packing Company. Els obrers, principalment dones, protestaven per les pobres condicions de treball, la incertesa del treball i un salari de només de cinc a vuit centaus per hora. Una vegada que els socialistes i els Treballadors Industrials del Món (IWW) es van unir a la vaga en suport de les dones, la lluita es va ampliar per incloure el dret a la llibertat d'expressió. Equi es va unir a la protesta i es va convertir en un dels seus líders, en part a causa de la seva talla professional com a metgessa. Després de dies de piquets, la policia va atacar els vaguistes. Equi va ser expulsada per un oficial després que es va posar furiosa perquè la policia havia arrossegat una dona embarassada de 30 anys. Després de diversos dies més, la vaga va acabar en termes insatisfactoris per a les treballadores. Per a Equi, la brutalitat policial que va presenciar la va radicalitzar, i es va desdir de la seva defensa anterior de les reformes progressives.
Equi es va convertir en una veu influent en la crisi d'atur de Portland el 1913-1914. Va marxar regularment amb homes sense feina, va exigir millors condicions de treball per a ells, i va participar en la lluita de la IWW pel suport als treballadors de la fusta en els boscos de la regió. Es va declarar radical socialista i anarquista, i es va alinear amb la IWW.

### Oposició a Primera Guerra Mundial
Durant els temps cada vegada més controvertits que van conduir als Estats Units a entrar a la Primera Guerra Mundial, Equi es va oposar a les campanyes nacionals per la preparació de la guerra. Ella creia que els esforços de guerra representaven un benefici dels capitalistes i una aventura imperialista per al govern. A totes les ciutats dels Estats Units el 1915 i el 1916 es van celebrar desfilades massives de preparació. Portland va entrar en una fase d'hipernacionalisme i Equi es va convertir en una outsider política, més que abans. Va protestar per una campanya de pre-guerra al centre de Portland i va desplegar una pancarta amb l'escrit "Prepareu-vos per morir, treballadors, JP Morgan & Co. volen una preparació per obtenir beneficis". Va ser atacada per uns altres en la marxa i es va produir una baralla, aturar.
Equi va continuar protestant quan els EUA van entrar a la guerra el 1917. El govern dels EUA va creure que Equi era una amenaça perillosa per a la seguretat nacional i la va acusar i la va condemnar de sedició sota la Llei d'espionatge recentment revisada. Equi va intentar apel·lar als tribunals superiors, però els seus arguments van ser rebutjats. A l'últim minut abans de l'empresonament, el president Woodrow Wilson va commutar la seva condemna de tres anys a un any i al dia.
Equi va complir el seu arrest a la presó estatal de San Quentin al nord de Califòrnia, va ingressar el 19 d'octubre de 1920 com a pres número 34410. Tenia quaranta-vuit anys. Compartia les cambres de dones amb trenta-una altres recluses, moltes d'elles complint condemnes per homicidi, robatori i avortament. Equi era l'única "política" entre elles.
La salut d'Equi va patir a la presó rebrots de la tuberculosi que havia contret en la infància. Va mantenir la seva moral com millor va poder amb el suport moral de molts visitants i de les cartes que rebia. Va demanar l'alliberament anticipat a través d'un perdó o llibertat condicional, però semblar ser que el fiscal general dels Estats Units va bloquejar repetidament qualsevol indulgència cap a ella. Equi va sortir de San Quentin el 9 d'agost de 1921 després de deu mesos, abans d'acomplir tota la condemna, gràcies al seu bon comportament.

## Darrers anys
Els nord-americans van intentar oblidar els anys de la guerra en la dècada de 1920, però no obstant això van ser arrossegats cap a una temor cada vegada més elevada als radicals, sindicalistes i comunistes que es van fer coneguts com el "Red Scare". Equi va tornar a entrar a la vida pública amb els seus companys polítics empresonats o amb les activitat de protesta molt restringides. Equi va tornar a la seva activitat de metgessa.
Durant llargs períodes entre 1926 i 1936 Equi va convidar a la líder de l'IWW, Elizabeth Gurley Flynn, a viure amb ella i a que l'ajudés a cuidar la seva filla. Flynn va patir greus problemes de salut, inclòs l'esgotament pel treball excessiu i la depressió pels contratemps polítics. Equi, Flynn i la filla d'Equi van viure al 1423 SW Hall del barri oest de Portland. El 1930, Equi va patir un atac de cor, va decidir deixar la pràctica mèdica, i li va demanar a Flynn que es quedés un temps més però finalment Flynn es va retirar a l'est i va reprendre el seu treball. Es va convertir en líder nacional del Partit Comunista dels EUA. En total havien viscut plegades 10 anys.
Equi va portar una vida tranquil·la després de la sortida de Flynn. Els líders radicals i obrers la van continuar admirant pel seu coratge i compassió durant les primeres dècades; diversos la van visitar a casa seva.
Equi va viure una vida més tranquil·ladesprés del seu alliberament de la presó el 1921, encara que va viure amb la radical Elizabeth Gurley Flynn durant una dècada. Va abandonar la seva pràctica mèdica en 1930 a causa de la mala salut. Va proporcionar a la seva filla, Mary, que, al seu torn, la va cuidar durant els seus últims dies a Portland. Equi va morir a Portland el 1952.
A la tardor de 1950 Equi es va trencar el maluc i va passar un any al Good Samaritan Hospital de Portland i després a una residència d'ancians fora de Portland, prop de la ciutat de Gresham. Va morir a Fairlawn Hospital el 13 de juliol de 1952 als 80 anys. Els seus obituaris es van publicar en els diaris de tot el país. Està enterrada al costat de Harriet Speckart al Portland Memorial de Portland, en el comtat de Multnomah, Oregon.